# Eupatorieae
Die Tribus Eupatorieae  gehört zur Unterfamilie Asteroideae innerhalb der Pflanzenfamilie der Korbblütler (Asteraceae). Sie enthält etwa 167 bis 181 Gattungen mit etwa 2000 bis 2400 Arten.

## Beschreibung

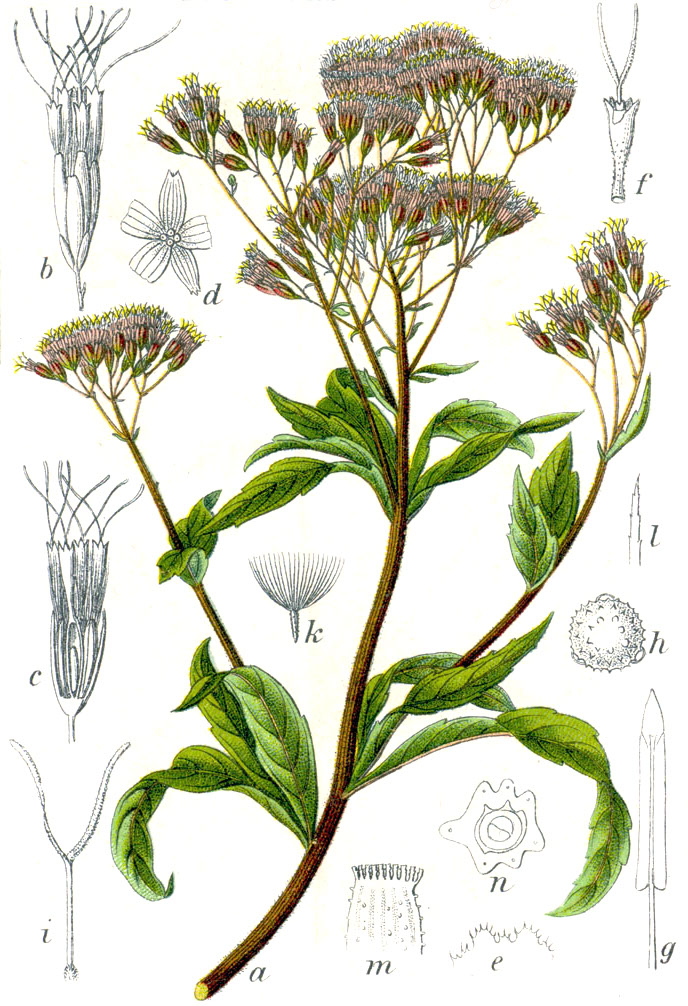
Illustration des Gewöhnlichen Wasserdost (Eupatorium cannabinum).

### Vegetative Merkmale
Es sind meist ein-, zweijährige oder ausdauernde krautige Pflanzen, seltener Halbsträucher, Sträucher oder kleine Bäume. Selten sind es Kletterpflanzen, Epiphyten, Sumpf- oder Wasserpflanzen. Die meist gegenständig (darin unterscheiden sie sich von vielen anderen Asteraceae), selten vollkommen wechselständig, manchmal in Rosetten oder wirtelig angeordneten Laubblätter sind gestielt oder ungestielt mit meist einfacher Blattspreite.

### Blütenstände und Blüten
Oft an verzweigten, schirmtraubigen, rispigen, oder manchmal ährigen Gesamtblütenständen stehen die körbchenförmigen Teilblütenständen zusammen. Die ungestielten oder gestielten Blütenkörbchen sind immer scheibenförmig. Wenige bis viele Hüllblätter stehen in ein bis zwei Reihen zylindrisch, glockenförmig oder halbkugelig zusammen. Bei manchen Arten wie Eupatorium album oder Liatris elegans sind die Hüllblätter der farbig auffälligste Teil des Blütenstandes. Der flache bis konvexe, manchmal kegelförmige Körbchenboden ist meist nackt und unbehaart oder manchmal flaumig behaart. Im körbchenförmigen Blütenstand befinden sich wenige bis viele, oft vier oder fünf, selten nur eine, meist nur radiärsymmetrische Röhrenblüten, selten am Rand auch zygomorphe Zungenblüten (beispielsweise Microspermum), sogenannte Strahlenblüten.
Alle Blüten sind zwittrig und fertil und meist duften sie. Die meist fünf, sehr selten vier Kronblätter sind trichter- bis röhrenförmig verwachsen mit relativ kurzen Kronzipfeln. Die Kronblätter sind weiß oder durch Anthozyan rötlich bis bläulich (von rosa- über purpurfarben bis blau), aber nie richtig leuchtend gelb höchstens cremefarben.
Die Staubblattröhren ragen meist nicht aus der Kronröhre hinaus. Die oberen Anhängsel der Staubbeutel sind meist stumpf oder spitz, selten nicht ganzrandig oder gelappt, selten fehlen sie; sie sind höchstens so lang wie breit. Die unteren Staubbeutel-Anhängsel sind stumpf bis gerundet, nur kurz oder fehlen fast. Nektarien können selten erkannt werden. Die Basis des Griffels ist unbehaart oder flaumig behaart, manchmal mit einem geschwollenen Knoten; der übrige Bereich des Griffels ist meist unbehaart. Die zwei Griffeläste sind länglich bis gekeult und stumpf mit papillöser Oberfläche; sie sind oft die farbigsten Teile der Blüte. Die Griffeläste besitzen lange, sterile Anhängsel mit einem stumpfen Ende.

### Früchte
Die eiförmigen bis länglichen Achänen enthalten Phytomelanine in den Wänden und sind deshalb dunkel bis schwärzlich; sie sind meist drei- bis fünfrippig, manchmal zehnrippig, selten abgeflacht mit zwei Rippen oder fünfkantig. In diesem Tribus fehlt selten ein Pappus oder ist zu einem Wulst oder Kranz reduziert; meist ist er deutlich als Flugfallschirm (wie sie etwa beim Löwenzahn vorhanden sind) ausgebildet aus meist einer, selten zwei, sehr selten mehreren Reihen von wenigen bis vielen Pappusborsten vorhanden, selten besteht er aus Schuppen. Die Pappusborsten sind meist feinbärtig bis geschlitzt, selten fedrig.

## Systematik und Verbreitung
Der Verbreitungsschwerpunkt liegt in der Neuen Welt. Diese Tribus entwickelte sich in der Neotropis. Sie gedeihen in subtropischen, tropischen und warm-gemäßigten Gebieten. In Bolivien kommen etwa 40 Gattungen vor. In Nordamerika kommen etwa 27 Gattungen mit etwa 159 Arten vor. Eine der wenigen Gattungen, die auch in Eurasien vorkommen ist Wasserdost (Eupatorium). Einige Arten sind in vielen Gebieten der Welt Neophyten. In China kommen zehn Gattungen vor, sieben davon aber ausschließlich mit eingebürgerten bzw. verwilderten Arten.
Die Tribus Eupatorieae enthält etwa 167 bis 182 Gattungen mit 2000 bis 2400 Arten. Sie wird in 17 Subtribus (D. J. Nicholas Hind & Harold E. Robinson, 2007), die größtenteils 1980 von R.M.King & Harold E. Robinson in Studies in the Eupatorieae (Asteraceae). CXCII. Validation of subtribes. In: Phytologia, Volume 46, S. 446–450 aufgestellt wurden, gegliedert:
- Subtribus Adenostemmatinae B.L.Rob.: Sie enthält etwa drei Gattungen mit 27 bis 36 Arten:
  - Adenostemma J.R.Forst. & G.Forst.: Die 20 bis 26 Arten besitzen eine pantropische Verbreitung.
  - Gymnocoronis DC.: Die zwei bis fünf Arten sind in der Neotropis verbreitet, darunter:
    - Gymnocoronis latifolia Hook. & Arn.: Sie ist variabel und wird von manchen Autoren in vier Arten geteilt. Sie ist von Mexiko bis Guatemala weit verbreitet.
    - Falscher Wasserfreund (Gymnocoronis spilanthoides (D.Don ex Hook. & Arn.) DC.): Sie ist in Südamerika als Sumpfpflanze weit verbreitet. In einigen Gebieten ist sie eine invasive Pflanze.

  - Sciadocephala Mattf.: Die fünf Arten sind in Panama, Kolumbien, Ecuador und Guayana verbreitet.
- Subtribus Ageratinae Lessing: Sie enthält etwa 26 Gattungen: Ageratum L.
- Subtribus Alomiinae Lessing: Sie enthält etwa 23 Gattungen: Brickellia
- Subtribus Ayapaninae R.M.King & H.Robinson: Sie enthält etwa 13 Gattungen.
- Subtribus Critoniinae R.M.King & H.Robinson: Sie enthält etwa 40 Gattungen: Critonia, Fleischmanniopsis, Ophryosporus, Neocabreria
- Subtribus Disynaphiinae R.M.King & H.Robinson: Disynaphia, Symphyopappus
- Subtribus Eupatoriinae Lessing: Eupatoriadelphus, Eupatorium, Stomatanthes, Hatschbachiella, Austroeupatorium
- Subtribus Fleischmanniinae R.M.King & H.Robinson: Fleischmannia
- Subtribus Gyptidinae R.M.King & H.Robinson: Sie enthält etwa 29 Gattungen: Gyptis, Trichogonia, Campuloclinium, Conoclinium, Agrianthus, Lasiolaena, Litothamnus
- Subtribus Hebecliinae R.M.King & H.Robinson: Bartlettina, Neomirandea
- Subtribus Hofmeisteriinae R.M.King & H.Robinson: Hofmeisteria
- Subtribus Liatrinae R.M.King & H.Robinson: Sie kommt mit nur wenigen Gattungen nur in Nordamerika vor: Carphephorus, Garberia, Hartwrightia, Liatris, Trilisa[1]
- Subtribus Mikaniinae R.M.King & H.Robinson: Mikania
- Subtribus Neomirandeinae R.M.King & H.Robinson
- Subtribus Oaxacaniinae R.M.King & H.Robinson: Sie enthält nur zwei Gattungen mit nur zwei Arten:
  - Carterothamnus R.M.King & H.Rob.: Sie enthält nur eine Art:
    - Carterothamnus anomalochaeta R.M.King: Sie kommt nur im mexikanischen Niederkalifornien vor.

  - Oaxacania B.L.Rob. & Greenm.: Sie enthält nur eine Art:
    - Oaxacania malvifolia B.L.Rob. & Greenm.: Sie gedeiht an Felswänden im Tomellin-Canyon-Gebiet im mexikanischen Bundesstaat Oaxaca.
- Subtribus Oxylobinae R.M.King & H.Robinson: Sie enthält etwa neun Gattungen: Ageratina
- Subtribus Praxelinae R.M.King & H.Robinson: Chromolaena DC., Praxelis
- Subtribus Trichocoroninae R.M.King & H.Robinson: Sie enthält etwa drei Gattungen mit höchstens fünf Arten in den USA und in Mexiko:
  - Sclerolepis Cass.: Sie enthält nur eine Art:
    - Sclerolepis uniflora (Walter) Britton: Die Heimat sind die östlichen USA.

  - Shinnersia R.M.King & H.Rob.: Sie enthält nur eine Art:
    - Shinnersia rivularis (A.Gray) R.M.King & H.Robinson (Mexikanisches Eichenblatt[2]): Die Heimat ist Texas und das nördliche Mexiko.

  - Trichocoronis A.Gray: Die nur zwei oder drei Arten sind von den südwestlichen USA bis Mexiko verbreitet. Es sind Wasserpflanzen.

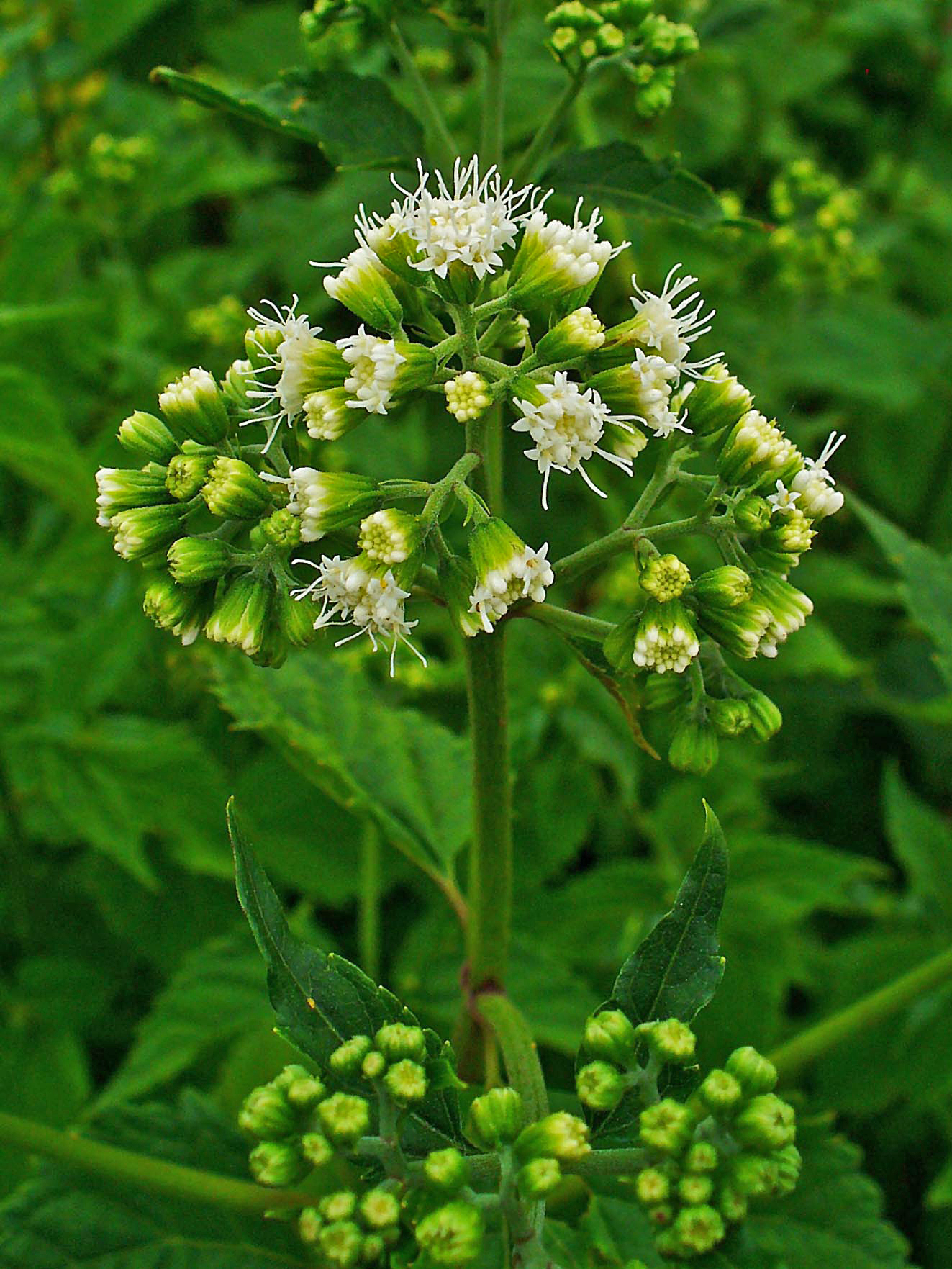
Ageratina aromatica

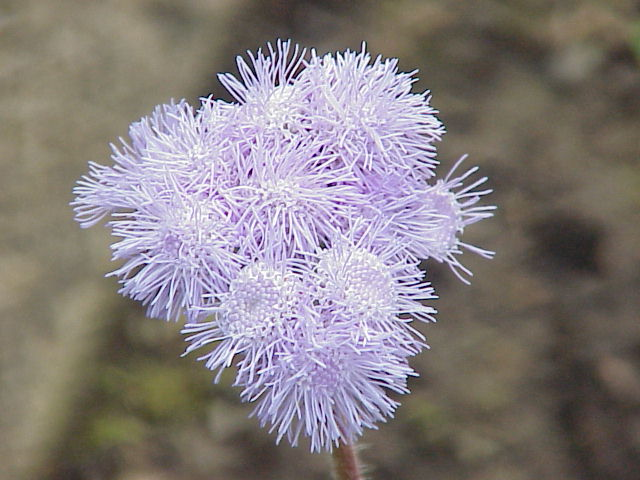
Mehrere Blütenkörbchen stehen dicht zusammen beim Gewöhnlichen Leberbalsam (Ageratum houstonianum)

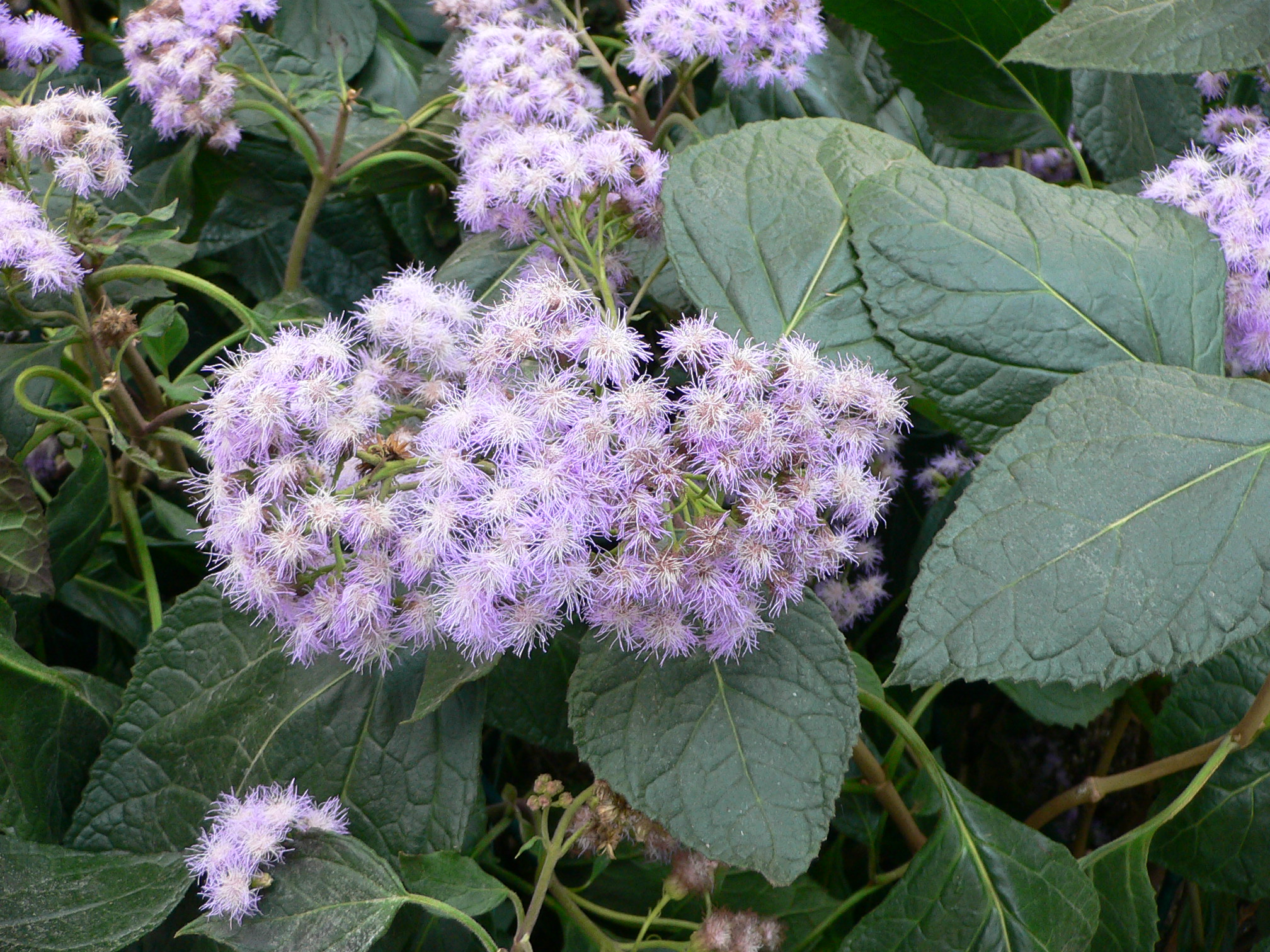
Bartlettina sordida

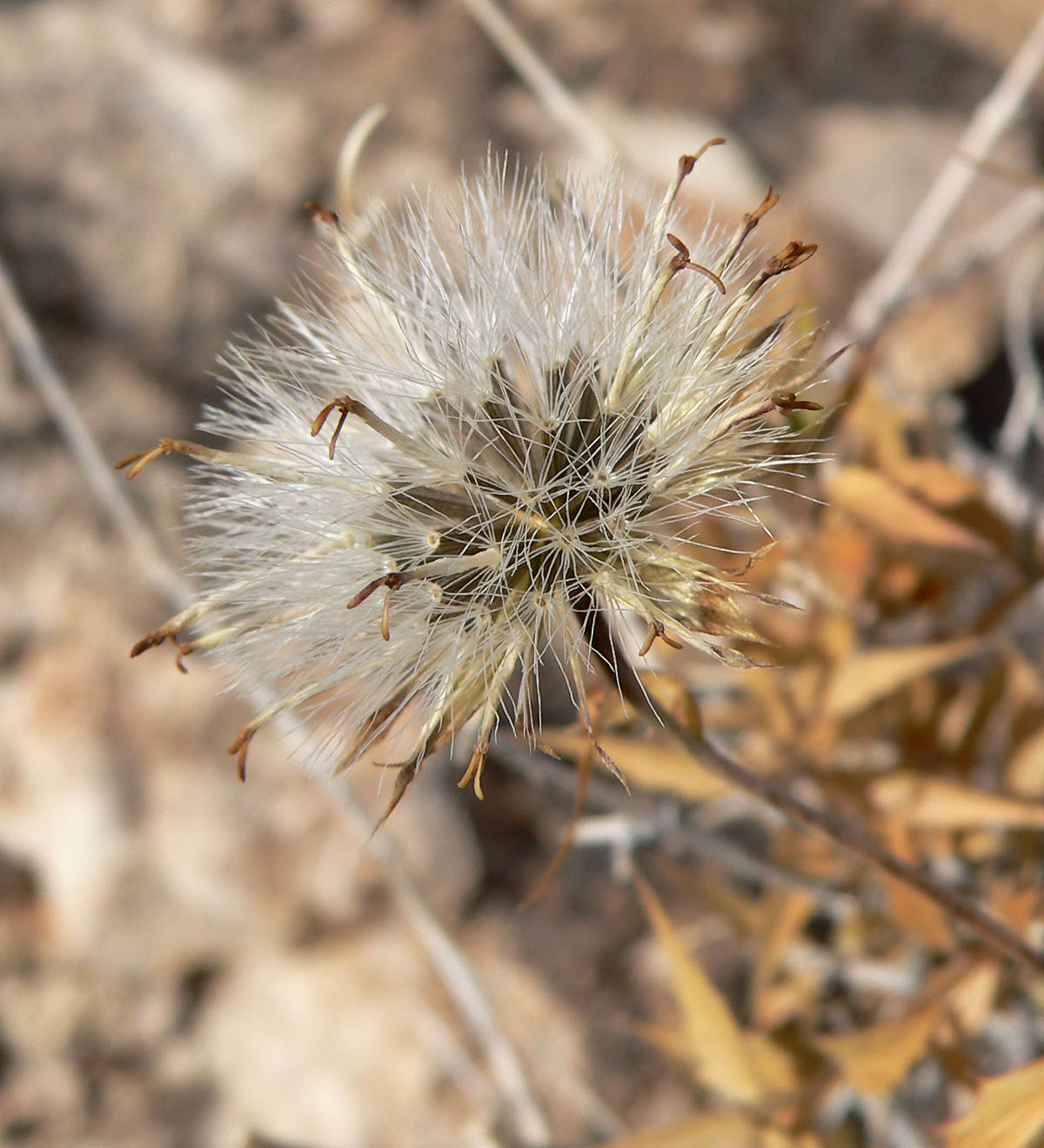
Fruchtstand von Brickellia atractyloides

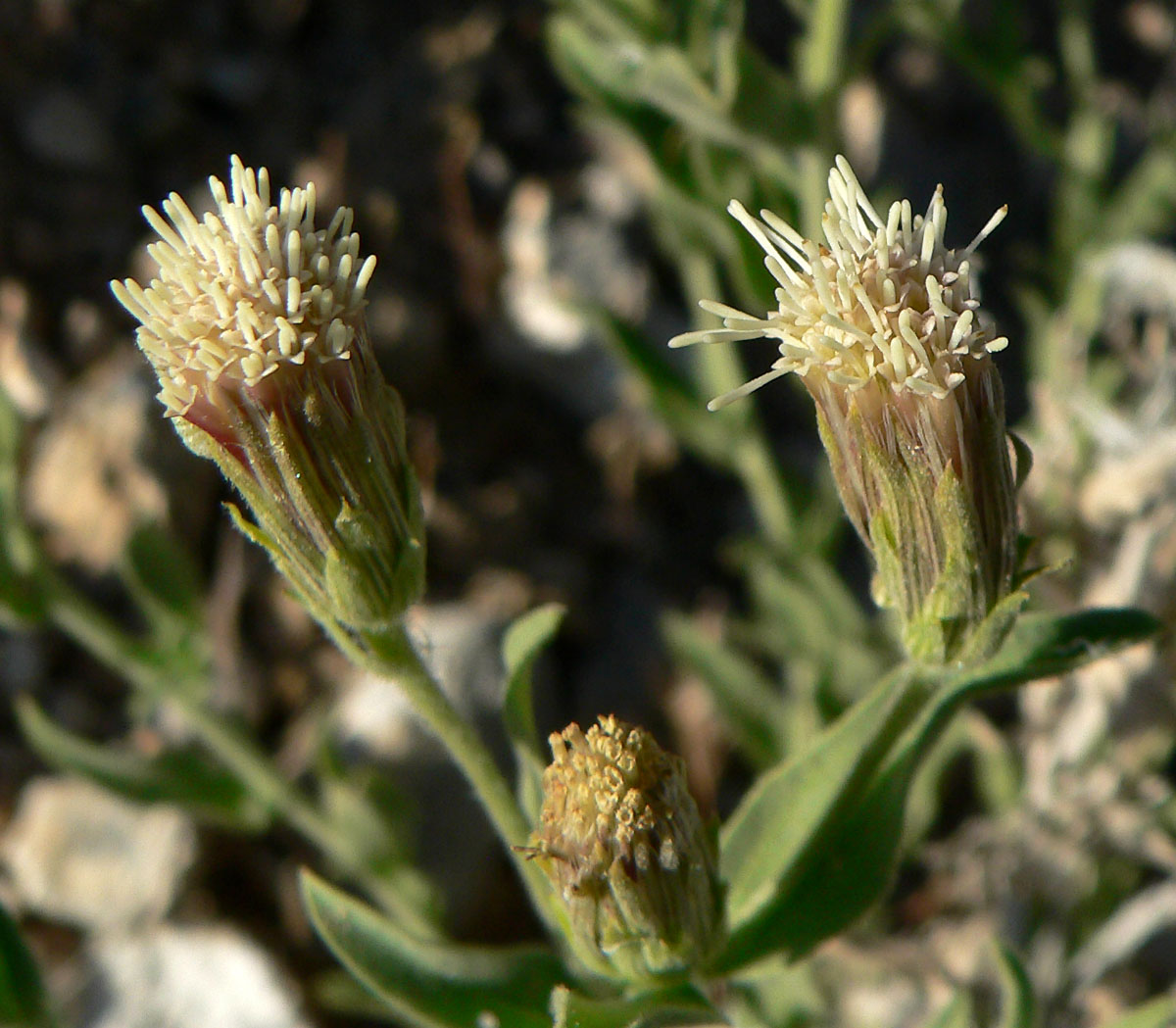
Blütenkörbchen von Brickellia oblongifolia var. linifolia

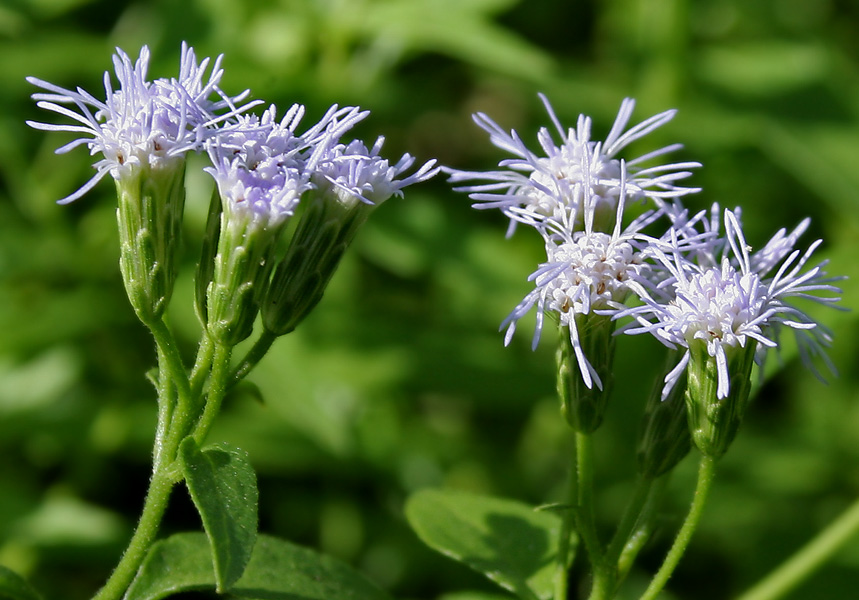
Blütenstand von Chromolaena odorata

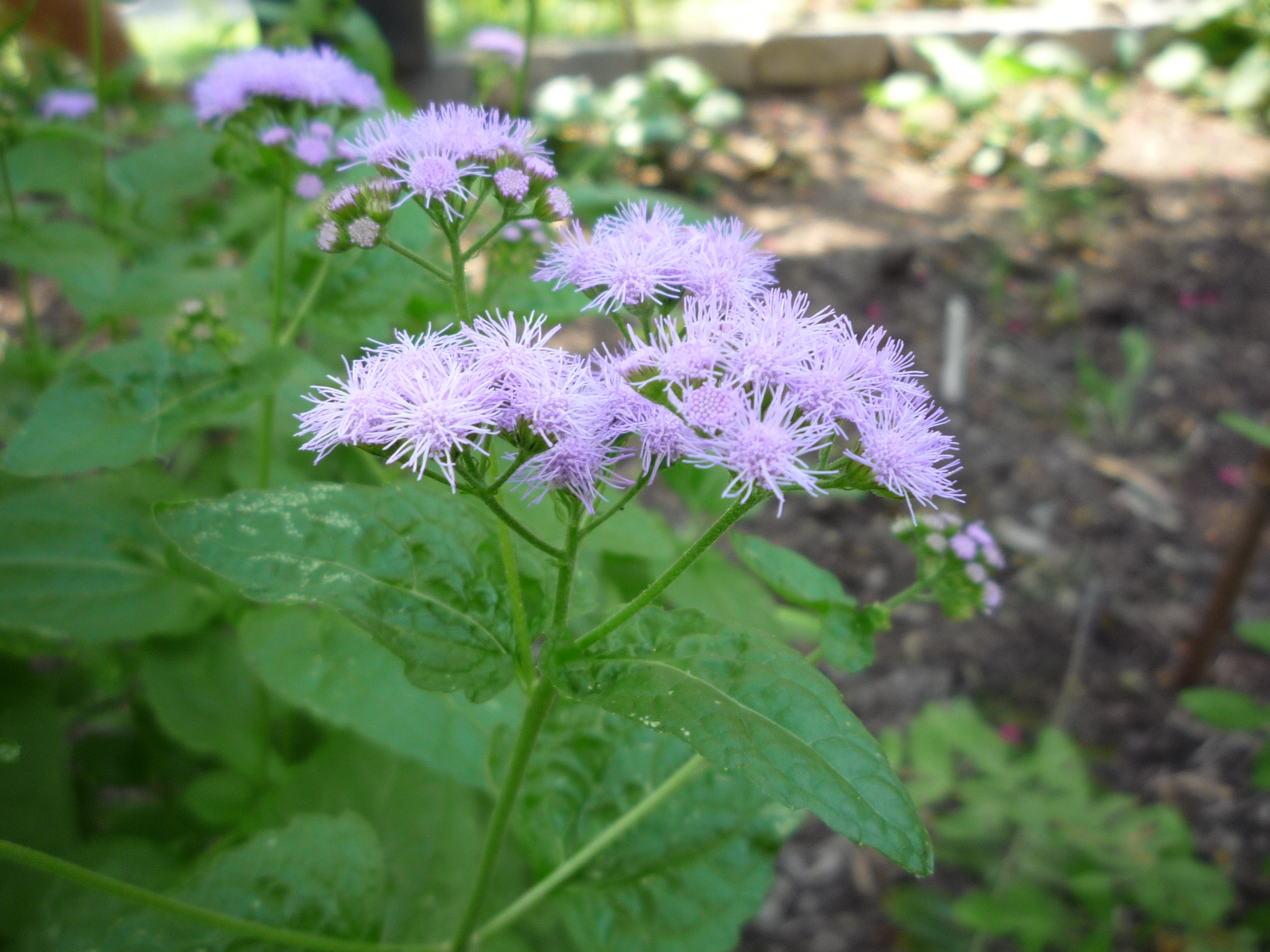
Mehrere Blütenkörbchen stehen in einem Gesamtblütenstand dicht zusammen bei Conoclinium coelestinum

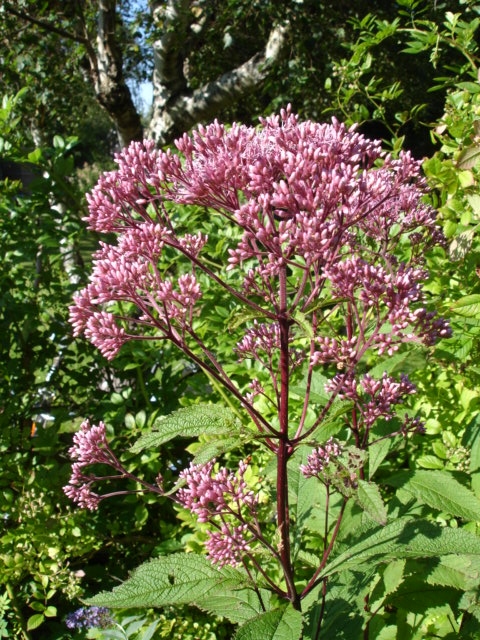
Verzweigter Blütenstand von Eutrochium purpureum mit vielen Blütenkörbchen

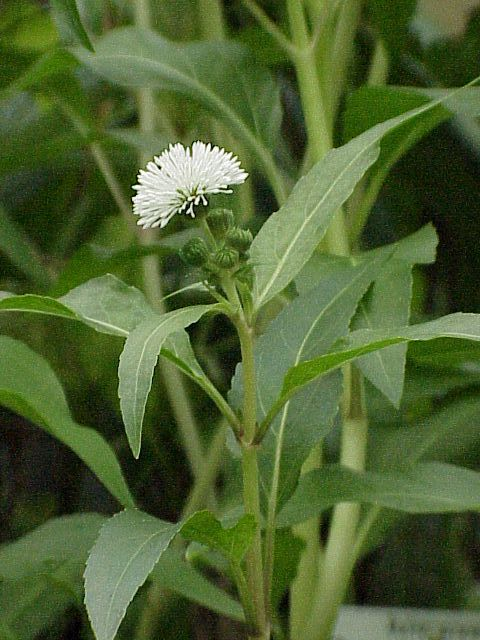
Falscher Wasserfreund (Gymnocoronis spilanthoides)

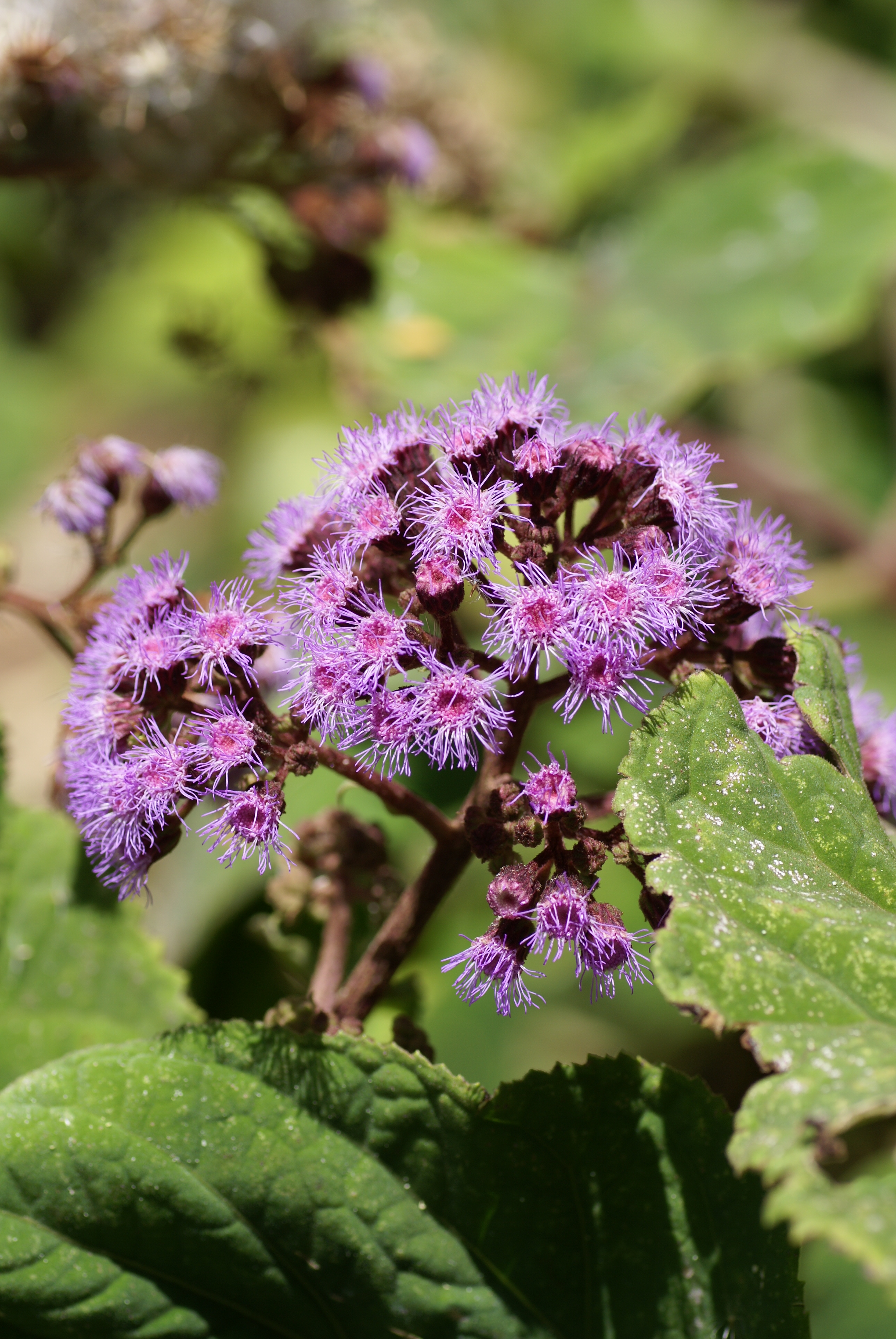
Hebeclinium macrophyllum

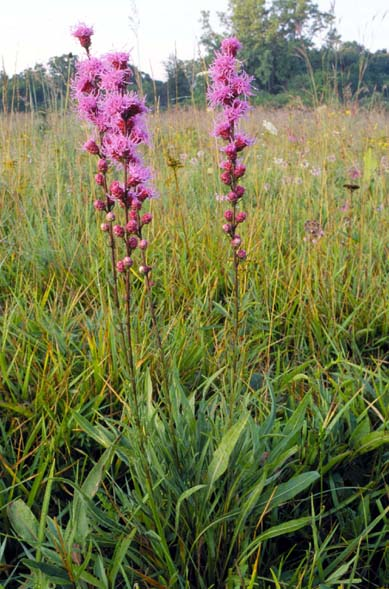
Liatris aspera

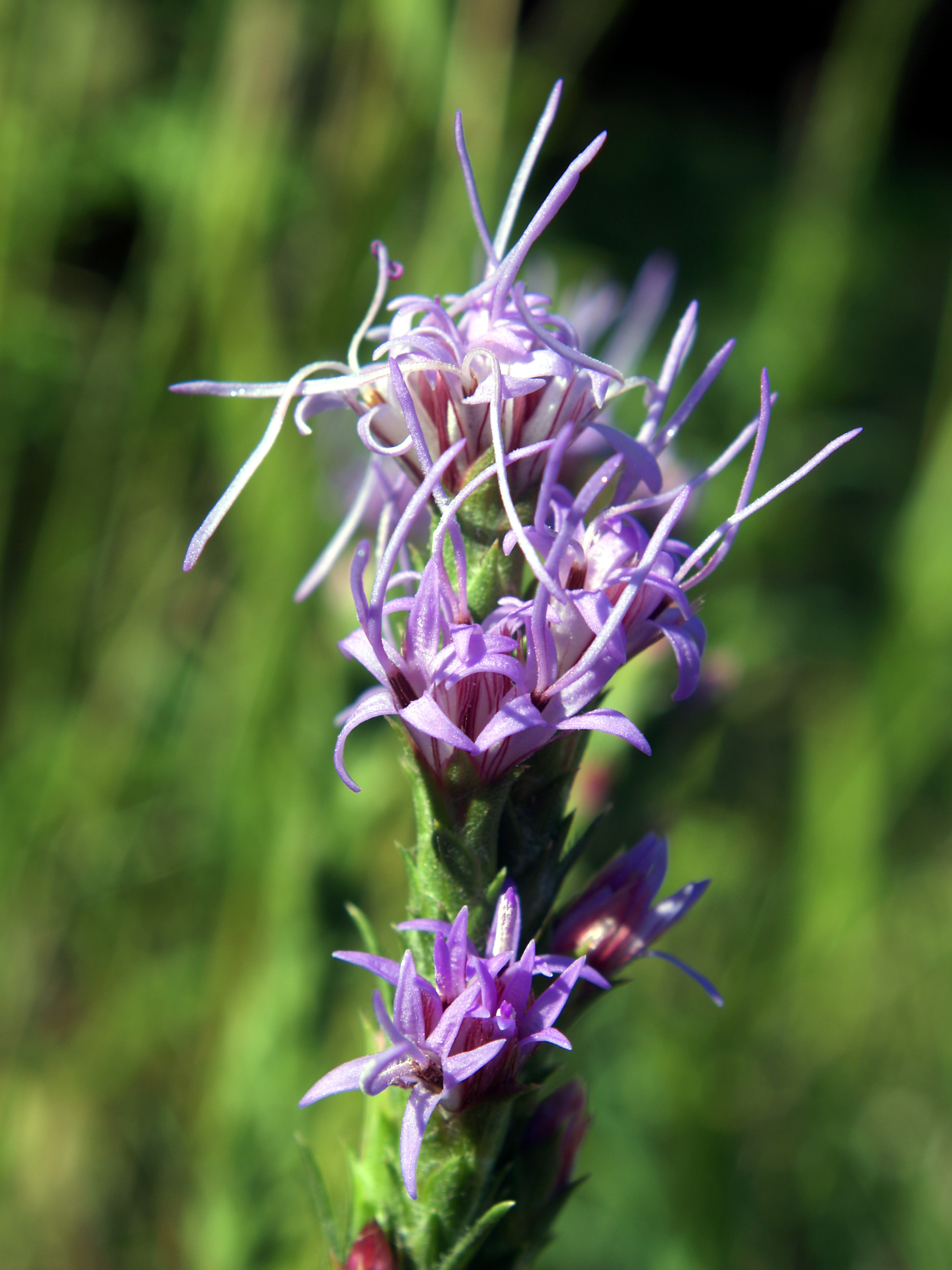
Liatris punctata

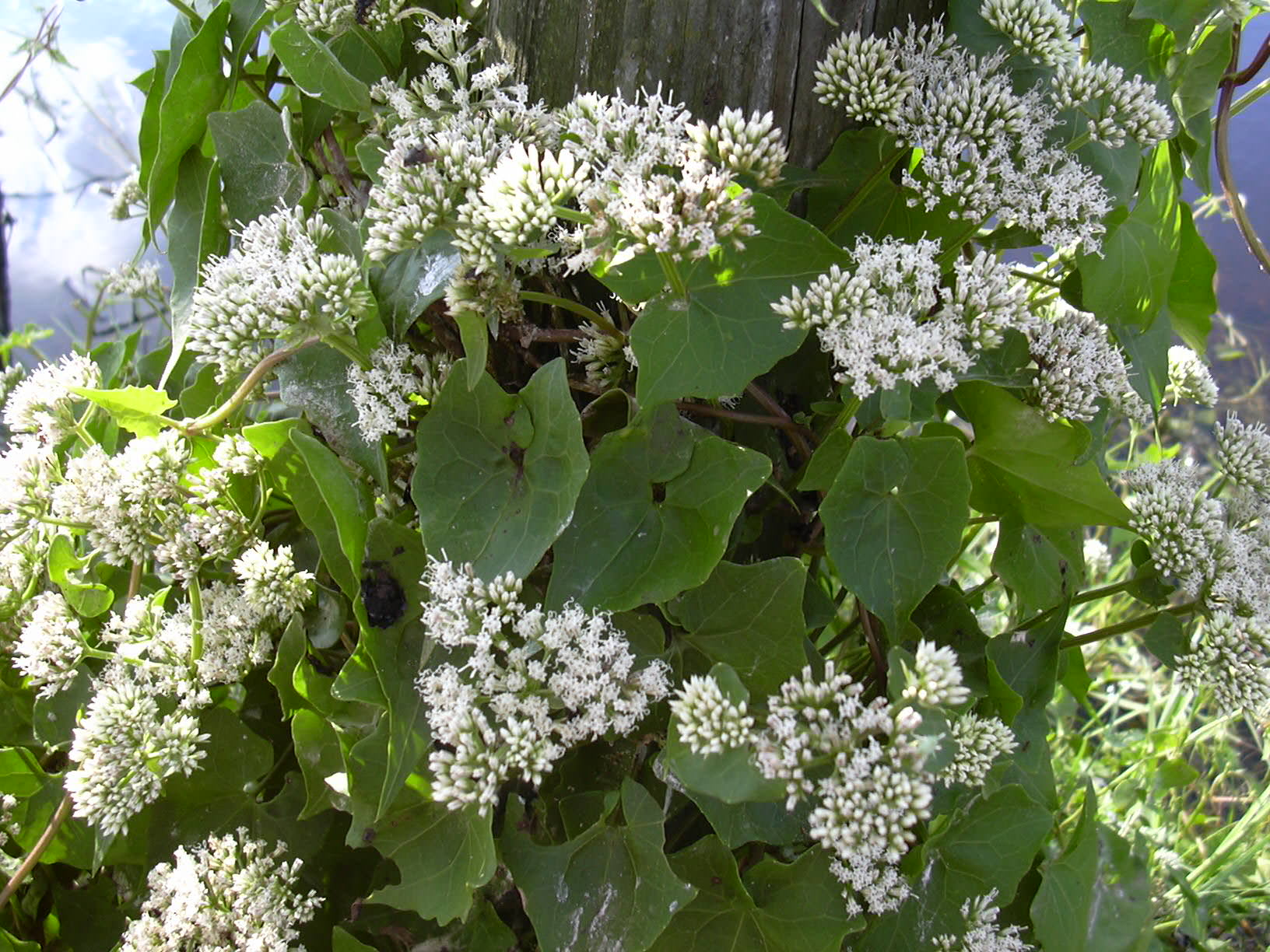
Mikania scandens

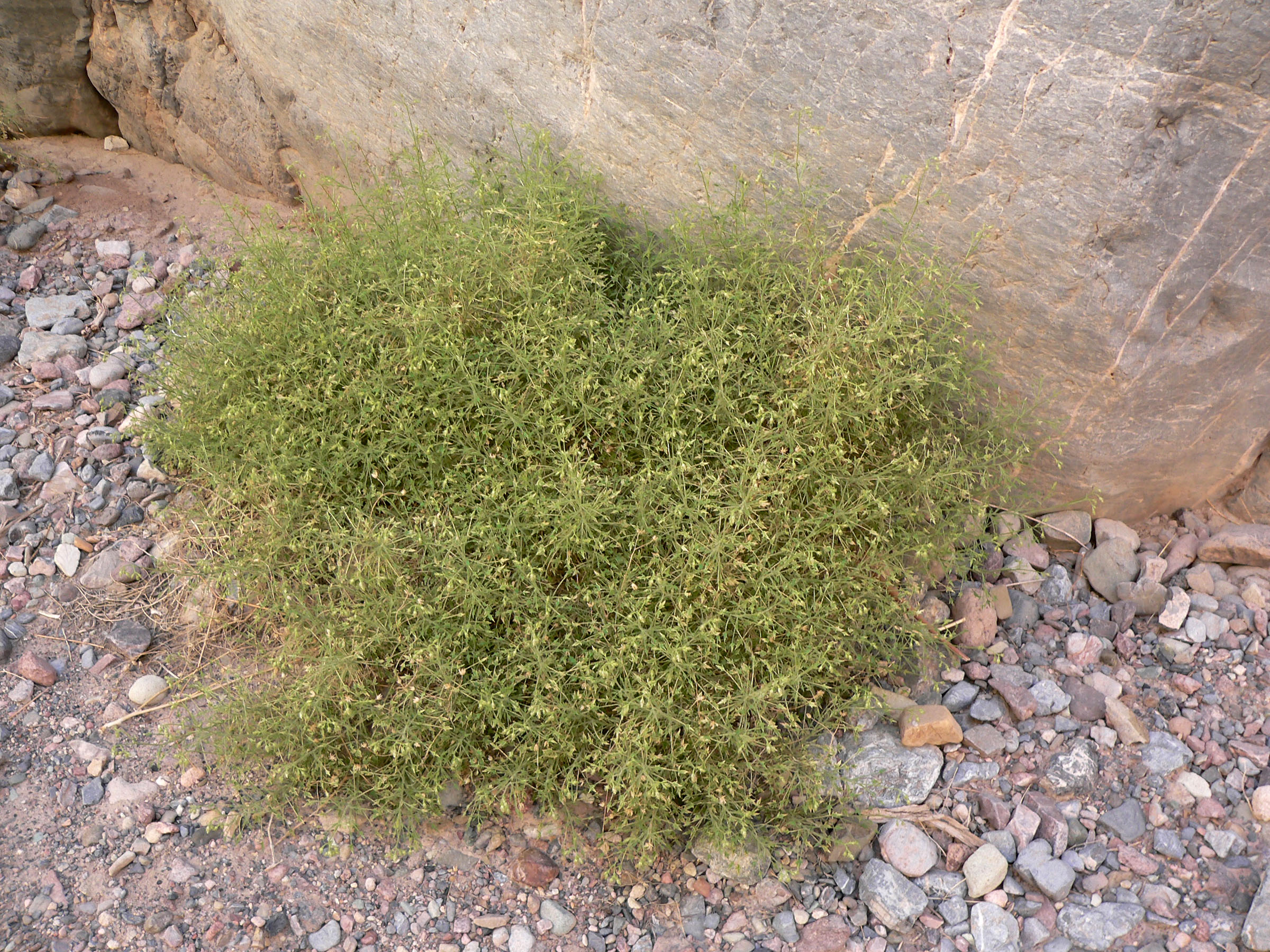
Pleurocoronis pluriseta

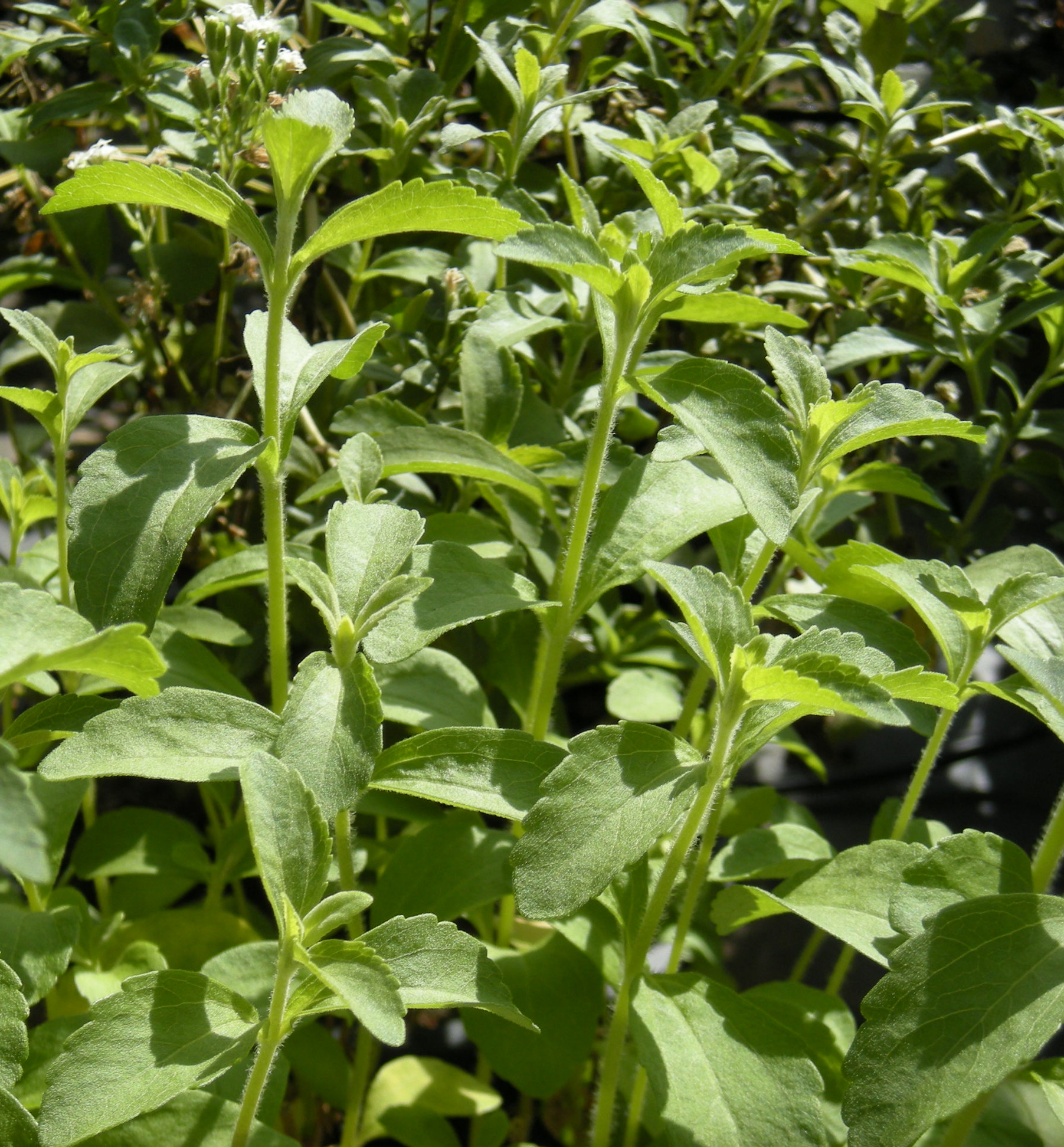
Stevia rebaudiana

### Alphabetische, vollständige Gattungsliste
Es gibt etwa 167 bis 182 Gattungen in der Tribus Eupatorieae:
- Acanthostyles R.M. King & H.Rob.: Sie enthält nur eine Art:
  - Acanthostyles buniifolius (Hook. ex Hook. & Arn.) R.M.King & H.Rob.: Sie ist in Südamerika, vom südlichen Brasilien und zentralen Bolivien bis Argentinien weitverbreitet.
- Acritopappus R.M. King & H.Rob.: Die etwa 17 Arten sind in Südamerika verbreitet.
- Adenocritonia R.M.King & H.Rob.: Sie enthält nur eine Art:
  - Adenocritonia adamsii R.M.King & H.Rob.: Sie kommt nur auf Jamaika vor.
- Ageratella A.Gray ex S.Watson: Die nur eine Art mit drei Varietäten oder zwei Arten kommen im westlichen Mexiko vor.
- Ageratina Spach: Die etwa 250 bis 265 Arten sind in der Neotropis verbreitet.
- Ageratum L.: Die etwa 40 Arten sind in der Neotropis, hauptsächlich in Mexiko und Zentralamerika, verbreitet.
- Agrianthus Mart. ex DC.: Die etwa neun Arten kommen nur in den brasilianischen Bundesstaaten nördlichen Minas Gerais und Bahia vor.
- Alomia Kunth: Die etwa fünf Arten sind in Mexiko verbreitet.
- Alomiella R.M.King & H.Rob.: Die nur zwei Arten kommen nur im brasilianischen Bundesstaat Mato Grosso vor.
- Amboroa Cabrera: Die nur zwei Arten kommen in Bolivien und Peru vor und sind jeweils nur von einer Aufsammlung bekannt.
- Amolinia R.M.King & H.Rob.: Sie enthält nur eine Art:
  - Amolinia heydeana (B.L.Rob.) R.M.King & H.Rob.: Sie kommt im südlichen Mexiko und Guatemala vor.
- Antillia R.M.King & H.Rob.: Sie enthält nur eine Art:
  - Antillia brachychaeta (B.L.Rob.) R.M.King & H.Rob.: Sie kommt nur auf Kuba vor.
- Aristeguietia R.M.King & H.Rob.: Die etwa 21 Arten sind in den gesamten Anden verbreitet.
- Arrojadocharis Mattf.: Die nur zwei Arten kommen nur im brasilianischen Bundesstaat Bahia vor und sind jeweils nur von einer Aufsammlung bekannt.
- Asanthus R.M.King & H.Rob.: Die etwa drei Arten sind von den südwestlichen USA bis zum westlichen Mexiko verbreitet.
- Ascidiogyne Cuatrec.: Die nur zwei Arten kommen nur in Peru vor.
- Asplundianthus R.M.King & H.Rob.: Die etwa zehn Arten sind in den gesamten Anden in Höhenlagen zwischen 2500 und 3000 Meter verbreitet.
- Austrobrickellia R.M.King & H.Rob.: Die etwa drei Arten sind in Argentinien, Bolivien, Brasilien und Paraguay verbreitet.
- Austrocritonia R.M.King & H. Rob.: Die etwa vier Arten sind in Brasilien verbreitet.
- Austroeupatorium R.M.King & H.Rob.: Die etwa 13 Arten sind im südlichen Südamerika verbreitet.
- Ayapana Spach: Die etwa 14 Arten sind in Zentral- und im nördlichen Südamerika verbreitet. Zwei Arten sind in einigen Gebieten Neophyten.
- Ayapanopsis R.M.King & H.Rob.: Die etwa 14 Arten sind in Südamerika verbreitet.
- Badilloa R.M.King & H.Rob.: Die etwa zehn Arten sind in den gesamten Anden verbreitet.
- Bahianthus R.M.King & H.Rob.: Sie enthält nur eine Art:
  - Bahianthus viscosus (Spreng.) R.M.King & H.Rob.: Sie kommt nur im brasilianischen Bundesstaat Bahia vor.
- Barrosoa R.M.King & H.Rob.: Die etwa neun Arten sind in Südamerika verbreitet.
- Bartlettina R.M.King & H.Rob.: Die etwa 20 Arten kommen von Mexiko bis Zentralamerika vor. Eine Art (Bartlettina sordida (Less.) R.M.King & H.Rob.) wird als Zierpflanze verwendet und ist eine invasive Pflanze in einigen Gebieten (beispielsweise Neuseeland, Australien).
- Bejaranoa R.M.King & H.Rob.: Von den nur zwei Arten kommt eine in Paraguay sowie Bolivien und die andere in Brasilien vor.
- Bishopiella R.M.King & H.Rob.: Sie enthält nur eine Art:
  - Bishopiella elegans R.M.King & H.Rob.: Sie kommt nur im brasilianischen Bundesstaat Bahia vor.
- Bishovia R.M.King & H.Rob.: Die nur zwei Arten sind in Bolivien und Argentinien verbreitet.
- Blakeanthus R.M.King & H.Rob.: Sie enthält nur eine Art:
  - Blakeanthus cordata R.M.King & H.Rob.: Sie ist in Zentralamerika verbreitet.
- Brickellia Elliott (Syn.: Barroetea A.Gray, Kuhnia L., Phanerostylis (A.Gray) R.M.King & H.Rob.): Die etwa 100 Arten sind hauptsächlich von Nord- bis Zentralamerika verbreitet.
- Brickelliastrum R.M.King & H.Rob.: Die etwa zwei Arten sind von den südwestlichen USA bis zum nördlichen Mexiko verbreitet.
- Campovassouria R.M.King & H.Rob.: Sie enthält nur eine Art:
  - Campovassouria cruciata (Vell.) R.M.King & H.Rob.: Sie ist weit verbreitet von Brasilien bis Argentinien.
- Campuloclinium DC.: Sie wird manchmal in eine weitgefasste Gattung Eupatorium gestellt. Die etwa zehn Arten kommen hauptsächlich in Brasilien vor, aber eine Art reicht nach Süden bis Mexiko.
- Carminatia Moç. ex DC.: Die etwa drei Arten sind von den südwestlichen USA über Mexiko bis Guatemala verbreitet.
- Carphephorus Cass.: Die etwa sieben Arten sind in den südöstlichen USA verbreitet.
- Carphochaete A.Gray (Syn.: Cronquistia R.M.King, Revealia R.M.King & H.Rob.): Die etwa sieben Arten sind von den südwestlichen USA bis Mexiko verbreitet.
- Castanedia R.M.King & H.Rob.: Sie enthält nur eine Art:
  - Castanedia santamartensis R.M.King & H.Rob.: Es ist eine Endemit der Sierra de Santa Marta im nördlichen Kolumbien.
- Catolesia D.J.N.Hind: Die nur zwei Arten kommen nur im brasilianischen Bundesstaat Bahia vor.
- Cavalcantia R.M.King & H.Rob.: Die nur zwei Arten sind jeweils nur von ihren Typusstandorten, in zwei voneinander isolierten Savannengebieten im inneren Brasiliens, bekannt.
- Chacoa R.M.King & H.Rob.: Die ein oder zwei Arten kommen in Argentinien und Paraguay vor.
- Chromolaena DC.: Die etwa 165 Arten sind in der Neotropis verbreitet.
- Ciceronia Urban: Sie enthält nur eine Art:
  - Ciceronia chaptalioides Urb.: Sie kommt nur auf Kuba vor.
- Condylopodium R.M.King & H.Rob.: Von den nur zwei Arten  kommt eine nur in Kolumbien vor und die andere ist in Zentralamerika, auf Karibischen Inseln sowie im nördlichen Südamerika weit verbreitet.
- Condylidium R.M.King & H.Rob.: Die etwa vier Arten sind in Kolumbien verbreitet.
- Conocliniopsis R.M.King & H.Rob.: Sie enthält nur eine Art:
  - Conocliniopsis prasiifolia (DC.) R.M.King & H.Rob.: Sie kommt in Kolumbien, Venezuela und Brasilien vor.
- Conoclinium DC.: Die etwa vier Arten sind in den USA und in Mexiko verbreitet. Conoclinium coelestinum ist am weitesten verbreitet und kommt auch in Kuba vor.
- Corethamnium R.M.King & H.Rob.: Sie enthält nur eine Art:
  - Corethamnium chocoensis R.M.King & H.Rob.: Von ihr gibt es nur das Typusexemplar aus Kolumbien.
- Critonia P.Browne: Die etwa 40 Arten sind in tropischen Gebieten verbreitet. Diese Arten waren früher in die Gattung Eupatorium eingegliedert.
- Critoniadelphus R.M.King & H.Rob.: Die nur zwei Arten sind in Mexiko und angrenzenden Gebieten in Zentralamerika verbreitet.
- Critoniella R.M.King & H.Rob.: Die etwa sechs Arten sind im nördlichen Südamerika verbreitet.
- Cronquistianthus R.M.King & H.Rob.: Die etwa 25 Arten sind in den gesamten Anden verbreitet.
- Crossothamnus R.M.King & H.Rob.: Sie hat früher vier heute, heute nur noch mit einer Art:
  - Crossothamnus weberbaueri (Hieron.) R.M.King & H.Rob.: Dieser Endemit kommt in einem relativ kleinen Gebirgsareal im peruanischen Department of Amazonas vor.
- Dasycondylus R.M.King & H.Rob.: Die etwa acht Arten sind alle in Brasilien verbreitet, nur eine Art kommt auch in Bolivien und Peru vor.
- Decachaeta DC.: Die etwa sechs Arten sind von Mexiko bis Zentralamerika verbreitet.
- Diacranthera R.M.King & H.Rob.: Die nur zwei Arten sind in Südamerika verbreitet.
- Dissothrix A.Gray: Sie enthält nur eine Art:
  - Dissothrix imbricata (Gardner) Robinson: Sie kommt in nördlichen Brasilien vor, wurde aber in den letzten 50 Jahren nicht mehr gesammelt.
- Disynaphia Hook. & Arn. ex DC.: Die etwa 25 Arten sind von Brasilien bis Argentinien verbreitet.
- Eitenia R.M.King & H.Rob.: Die nur zwei Arten sind in Brasilien verbreitet.
- Ellenbergia Cuatrec.: Sie enthält nur eine Art:
  - Ellenbergia glandulata Cuatrec.: Sie ist nur von zwei Aufsammlungen aus Urubamba in Peru bekannt.
- Erythradenia (B.L.Rob.) R.M.King & H.Rob.: Sie gehört wohl in die Gattung Decachaeta eingegliedert. Sie enthält nur eine Art:
  - Erythradenia pyramidalis (B.L.Rob.) R.M.King & H.Rob.: Sie kommt in Mexiko vor.
- Eupatoriastrum Greenm.: Die etwa fünf Arten sind in Mexiko, Guatemala und El Salvador verbreitet.
- Eupatorina R.M.King & H.Rob.: Sie enthält nur eine Art:
  - Eupatorina sophiifolia (L.) R.M.King & H.Rob.: Sie kommt nur auf Hispaniola vor.
- Eupatoriopsis Hieron.: Sie enthält nur eine Art:
  - Eupatoriopsis hoffmanniana Hieron.: Von ihr gibt es nur das Typusmaterial aus dem brasilianischen Bundesstaat Minas Gerais.
- Wasserdost (Eupatorium L.): Die 40 bis 45 Arten (früher 800 bis 1200 Arten, wurde aber in viele Gattungen aufgespalten) sind in Europa, im östlichen Asien und im östlichen Nordamerika verbreitet.
- Eutrochium Raf.: Die fünf Arten sind vom mittleren bis ins östlichen Nordamerika verbreitet.
- Ferreyrella S.F.Blake: Die nur zwei einjährigen Arten sind in Peru verbreitet.
- Fleischmannia Sch.Bip.: Die 80 bis 95 Arten sind vom östlichen Nordamerika bis Argentinien verbreitet.
- Fleischmanniopsis R.M.King & H.Rob.: Die etwa fünf Arten sind von Mexiko bis Zentralamerika verbreitet.
- Flyriella R.M.King & H.Rob.: Die etwa sechs Arten sind von Texas bis Mexiko verbreitet.
- Garberia A.Gray: Sie enthält nur eine Art:
  - Garberia heterophylla (W.Bartram) Merrill & F.Harper: Sie gedeiht in Höhenlagen zwischen 0 und 10 Meter in Florida.
- Gardnerina R.M.King & H.Rob.: Mit der einzigen Art:
  - Gardnerina angustata (Gardner) R.M.King & H.Rob.: Von ihr gibt es nur das Typusmaterial aus dem brasilianischen Bundesstaat Goiás.
- Gongrostylus R.M.King & H.Rob.: Sie enthält nur eine Art:
  - Gongrostylus costaricensis (Kuntze) R.M.King & H.Rob.: Sie wächst als kletternde, epiphytische Pflanze entlang der Hänge der Atlantikküste von Costa Rica bis Panama und entlang der Hänge der Pazifikküste von Kolumbien bis Ecuador.
- Goyazianthus R.M.King & H.Rob.: Sie enthält nur eine Art:
  - Goyazianthus tetrastichus (B.L.Rob.) R.M.King & H.Rob.: Sie kommt nur im brasilianischen Bundesstaat Goias vor.
- Grazielia R.M.King & H.Rob.: Die etwa neun Arten sind alle in Brasilien verbreitet, nur eine Art reicht auch nach Süden bis Argentinien vor.
- Grisebachianthus R.M.King & H.Rob.: Die etwa acht Arten kommen nur auf Kuba vor.
- Grosvenoria R.M.King & H.Rob.: Die etwa sechs Arten gedeihen in den nördlichen Anden von Ecuador bis Peru in Höhenlagen zwischen 2700 und 3700 Meter.[4]
- Guayania R.M.King & H.Rob.: Die etwa sechs Arten gedeihen im Hochland von Guayana im nördlichen Südamerika.
- Guevaria R.M.King & H.Rob.: Die etwa vier Arten sind von Ecuador bis Peru verbreitet.
- Gymnocondylus R.M.King & H.Rob.: Sie enthält nur eine Art:
  - Gymnocondylus galeopsifolius (Gardner) R.M.King & H.Rob.: Von ihr gibt es nur das Typusmaterial aus dem brasilianischen Bundesstaat Goiás.
- Gyptidium R.M.King & H.Rob.: Die nur zwei Arten sind im nördlichen Argentinien und in Brasilien verbreitet.
- Gyptis (Cass.) Cass.: Die etwa sieben Arten sind im nördlichen Argentinien, Uruguay und Brasilien verbreitet.
- Hartwrightia A.Gray ex S.Watson: Sie enthält nur eine Art:
  - Hartwrightia floridana A.Gray ex S.Watson: Sie gedeiht an wenigen Standorten in Höhenlagen zwischen 0 und 30 Meter in Florida und Georgia.
- Hatschbachiella R.M.King & H.Rob.: Die nur zwei Arten sind von Brasilien bis Argentinien verbreitet.
- Hebeclinium DC.: Die etwa 20 Arten sind hauptsächlich in Südamerika verbreitet.
- Helogyne Nutt.: Die etwa acht Arten sind hauptsächlich in Peru verbreitet, manche Arten reichen bis Bolivien sowie Argentina und eine kommt nur in Chile vor.
- Heterocondylus R.M.King & H.Rob.: Die etwa 13 Arten sind in Brasilien und Paraguay verbreitet, nur Heterocondylus vitalbae reicht nach Norden bis Honduras.
- Hofmeisteria Walp.: Die etwa zwölf Arten sind in Mexiko verbreitet.
- Hughesia R.M.King & H.Rob.: Sie enthält nur eine Art:
  - Hughesia reginae R.M.King & H.Rob.: Sie ist Peru beheimatet. Es ist eine Liane.
- Idiothamnus R.M. King & H.Rob.: Die etwa vier Arten kommen in weit auseinanderliegenden Arealen in Südamerika vor.
- Iltisia S.F.Blake: Die nur zwei einjährigen Arten gedeihen in größeren Höhenlagen der Cordillera de Talamanca in Costa Rica and Panama.
- Imeria R.M.King & H.Rob.: Die nur zwei Arten gedeihen nur auf Tepuis in Venezuela.
- Isocarpha R.Br.: Die etwa fünf Arten sind in der Neotropis weitverbreitet.
- Jaliscoa S.Watson: Die nur drei Arten kommen nur im westlichen Mexiko vor.
- Jaramilloa R.M.King & H.Rob.: Die nur zwei Arten kommen nur in Kolumbien vor.
- Kaunia R.M.King & H.Rob.: Die etwa 14 Arten sind in Südamerika, hauptsächlich in Bolivien, verbreitet.
- Koanophyllon Arruda: Die 115 bis 120 Arten sind in der Neotropis weitverbreitet. Sie waren frühen in der Gattung Eupatorium s. l. eingegliedert.
- Kyrsteniopsis R.M.King & H.Rob.: Die etwa acht Arten sind in Mexiko verbreitet.
- Lasiolaena R.M.King & H.Rob.: Die etwa sechs Arten kommen nur im brasilianischen Bundesstaat Bahia vor.
- Lepidesmia Klatt: Sie enthält nur eine Art (manchmal zwei Arten):
  - Lepidesmia squarrosa Klatt: Sie kommt auf Kuba und im nördlichen Südamerika vor.
- Leptoclinium (Nutt.) Benth. & Hook. f.: Sie enthält nur eine Art:
  - Leptoclinium trichotomum (Gardner) Benth.: Von ihr gibt es nur das Typusmaterial aus dem brasilianischen Bundesstaat Goias vor.
- Prachtscharten (Liatris Gaertn. ex Schreber): Die etwa 37 Arten sind vom östlichen Nordamerika bis zum nordwestlichen Mexiko und den Bahamas verbreitet.
- Litothamnus R.M.King & H.Rob.: Die nur zwei Arten kommen nur entlang der Küste des brasilianischen Bundesstaates Bahia vor.
- Litrisa Small: Sie wird manchmal in Trilisa oder Carphephorus eingegliedert und steht morphologisch zwischen diesen beiden. Sie enthält nur eine Art:
  - Litrisa carnosa Small: Sie kommt nur in Florida in Höhenlagen zwischen 60 und 100 Metern vor.
- Lomatozona Baker: Die etwa vier Arten sind in Brasilien verbreitet.
- Lorentzianthus R.M.King & H.Rob.: Sie enthält nur eine Art:
  - Lorentzianthus viscidus (Hook. & Arn.) R.M.King & H.Rob.: Sie kommt in Argentinien und Bolivien vor.
- Lourteigia R.M.King & H.Rob.: Die etwa sechs Arten sind in Kolumbien und Venezuela verbreitet.
- Macropodina R.M.King & H.Rob.: Die nur drei Arten sind im südlichen Brasilien verbreitet, eine Art reicht auch bis Paraguay.
- Macvaughiella R.M.King & H.Rob.: Die zwei (bis vier) Arten sind in Mexiko, Guatemala und Honduras verbreitet.
- Malmeanthus R.M.King & H.Rob.: Sie enthält nur eine Art:
  - Malperia tenuis S.Watson: Sie gedeiht in Kalifornien und den mexikanischen Bundesstaaten: Baja California, Baja California Sur sowie Sonora.
- Matudina R.M.King & H.Rob.: Gehört vielleicht in die Gattung Decachaeta. Sie enthält nur eine Art:
  - Matudina corvi (McVaugh) R.M.King & H.Rob.: Sie ist in Mexiko beheimatet.
- Metastevia Grashoff: Sie gehört vielleicht zur Gattung Stevia. Sie enthält nur eine Art:
  - Metastevia hintonii Grashoff: Sie ist in Mexiko beheimatet.
- Mexianthus B.L.Rob.: Sie enthält nur eine Art:
  - Mexianthus mexicanus B.L.Rob.: Sie ist im westlichen Mexiko beheimatet.
- Microspermum Lag.: Die etwa acht Arten sind in Mexiko verbreitet.
- Mikania Willd.: Die über 400 bis 450 Arten sind hauptsächlich in der Neotropis, besonders in Brasilien verbreitet, aber es sollen neun Arten in der Alten Welt ihre ursprüngliche Heimat besitzen; beispielsweise:
  - Kletter-Mikanie (Mikania scandens (L.) Willd.)
- Monogereion G.M.Barroso & R.M.King: Sie enthält nur eine Art:
  - Monogereion carajensis G.M.Barroso & R.M.King: Sie kommt nur im brasilianischen Bundesstaat Pará vor.
- Morithamnus R.M.King, H.Rob. & G.M.Barroso: Die nur zwei Arten kommen nur im brasilianischen Bundesstaat Bahia vor.
- Neocabreria R.M.King & H.Rob.: Die etwa fünf Arten sind in Brasilien verbreitet, eine Art reicht auch bis Argentinien.
- Neocuatrecasia R.M.King & H.Rob.: Mit etwa acht Arten an den östlichen Andenabhängen in Peru und Bolivien.
- Neohintonia R.M.King & H.Rob.: Sie gehörte zu Eupatorium s. l. und könnte zu Koanophyllon gehören. Sie enthält nur eine Art:
  - Neohintonia monantha (Sch.Bip.) R.M.King & H.Rob.: Sie ist in Mexiko beheimatet.
- Neomirandea R.M.King & H.Rob.: Sie gehörte zu Eupatorium s. l.: Die etwa 28 Arten sind in der Neotropis weitverbreitet.
- Nesomia B.L.Turner: Sie enthält nur eine Art:
  - Nesomia chiapensis B.L.Turner: Sie ist in Mexiko beheimatet.
- Nothobaccharis R.M.King & H.Rob.: Sie enthält nur eine Art:
  - Nothobaccharis candolleana (Steud.) R.M.King & H.Rob.: Sie ist in Peru beheimatet.
- Ophryosporus Meyen: Die etwa 37 Arten sind in Südamerika, besonders in den Anden, weit verbreitet.
- Osmiopsis R.M.King & H.Rob.: Sie enthält nur eine Art:
  - Osmiopsis plumeri (Urb. & Ekman) R.M.King & H.Rob.: Sie ist in Haiti beheimatet.
- Oxylobus (Moçino ex DC.) A.Gray: Mit etwa fünf Arten in Mexiko und Guatemala, eine davon reicht auch bis ins nördliche Südamerika.
- Pachythamnus (R.M.King & H.Rob.) R.M.King & H.Rob.: Sie enthält nur eine Art:
  - Pachythamnus crassirameus (B.L.Rob.) R.M.King & H.Rob.: Sie ist in südlichen Mexiko beheimatet.
- Paneroa E.E.Schill.: Sie enthält nur eine Art:
  - Paneroa stachyofolia (B.L.Rob.) E.E.Schill.: Dieser Endemit kommt nur in der Mixteca-Alta-Region im mexikanischen Bundesstaat Oaxaca vor.[5]
- Parapiqueria R.M.King & H.Rob.: Sie enthält nur eine Art:
  - Parapiqueria cavalcantei R.M.King & H.Rob.: Sie kommt nur in einem relativ kleinen Gebiet im brasilianischen Bundesstaat Pará vor.
- Peteravenia R.M.King & H.Rob.: Die nur drei Arten sind von Mexiko bis Zentralamerika verbreitet.
- Phalacraea DC.: Die etwa vier Arten sind in den nördlichen Anden verbreitet.
- Phania DC.: Die etwa fünf Arten kommen auf Karibischen Inseln vor, drei davon nur auf Kuba.
- Piptothrix A.Gray: Die etwa fünf Arten sind hauptsächlich in Mexiko verbreitet.
- Piqueria Cav.: Die etwa sechs Arten kommen hauptsächlich in Mexiko vor, eine Art reicht auch bis Zentralamerika auf die Karibischen Inseln.
- Piqueriella R.M.King & H.Rob.: Sie enthält nur eine Art:
  - Piqueriella brasiliensis R.M.King & H.Rob.: Sie ist in Brasilien beheimatet.
- Piqueriopsis R.M.King: Sie enthält nur eine Art:
  - Piqueriopsis michoacana R.M.King: Sie gedeiht zwischen Lavagestein im südwestlichen Mexiko.
- Planaltoa Taub.: Die nur zwei Arten kommen nur im brasilianischen Bundesstaat Goiás vor.
- Platypodanthera R.M.King & H.Rob.: Sie enthält nur eine Art:
  - Platypodanthera melissifolia (DC.) R.M.King & H.Rob.: Sie kommt nur im brasilianischen Bundesstaat Bahia vor.
- Pleurocoronis R.M.King & H.Rob.: Mit etwa drei Arten in den westlichen USA und im nordwestlichen Mexiko.
- Polyanthina R.M.King & H.Rob.: Sie enthält nur eine Art:
  - Polyanthina nemorosa (Klatt) R.M.King & H.Rob.: Sie kommt von Costa Rica bis Bolivien vor.
- Praxeliopsis G.M.Barroso: Sie enthält nur eine Art:
  - Praxeliopsis mattogrossensis G.M.Barroso: Von ihr gibt es nur das Typusmaterial aus dem brasilianischen Bundesstaat Mato Grosso.
- Praxelis Cass.: Die etwa 14 Arten sind in Südamerika weit verbreitet.
- Prolobus R.M.King & H.Rob.: Sie enthält nur eine Art:
  - Prolobus nitidulus (Baker) R.M.King & H.Rob.: Sie kommt nur an der Küste im brasilianischen Bundesstaat Bahia vor.
- Pseudobrickellia R.M.King & H.Rob.: Mit nur zwei Arten in Brasilien.
- Pseudokyrsteniopsis R.M.King & H.Rob.: Sie enthält nur eine Art:
  - Pseudokyrsteniopsis perpetiolata R.M.King & H.Rob.: Sie kommt in Mexiko und Guatemala vor.
- Radlkoferotoma Kuntze: Mit etwa drei Arten in Uruguay und Brasilien.
- Raulinoreitzia R.M.King & H.Rob.: Die etwa drei Arten sind in Südamerika verbreitet.
- Santosia R.M.King & H.Rob.: Sie enthält nur eine Art:
  - Santosia talmonii R.M.King & H.Rob.: Sie kommt nur im südlichen Teil des brasilianischen Bundesstaates Bahia vor. Es ist eine Liane.
- Sartorina R.M.King & H.Rob.: Sie enthält nur eine Art:
  - Sartorina schultzii R.M.King & H.Rob.: Von ihr gibt es nur das Typusmaterial von unklarer Herkunft.
- Scherya R.M.King & H.Rob.: Mit der einzigen Art:
  - Scherya bahiensis R.M.King & H.Rob.: Von ihr gibt es nur das Typusmaterial aus dem brasilianischen Bundesstaat Bahia.
- Semiria D.J.N.Hind: Sie enthält nur eine Art:
  - Semiria viscosa D.J.N.Hind: Sie kommt nur im brasilianischen Bundesstaat Bahia vor.
- Siapaea Pruski: Sie enthält nur eine Art:
  - Siapaea liesneri Pruski: Sie kommt am Amazonas in Venezuela vor.
- Spaniopappus B.L.Rob.: Die etwa fünf Arten kommen nur auf Kuba vor.
- Sphaereupatorium (O.Hoffm.) Kuntze ex B.L.Rob.: Sie enthält nur eine Art:
  - Sphaereupatorium scandens (Gardner) R.M.King & H.Rob.: Sie kommt in Bolivien und Brasilien vor.
- Standleyanthus R.M.King & H.Rob.: Sie enthält nur eine Art:
  - Standleyanthus triptychus (B.L.Rob.) R.M.King & H.Rob.: Von ihr gibt es nur das Typusexemplar aus Costa Rica.
- Stevien (Stevia Cav.): Mit etwa 200 bis über 240 Arten. Sie ist weit verbreitet vom westlichen Nordamerika bis Argentinien.
- Steviopsis R.M.King & H.Rob. (Syn.: Dyscritogyne R.M.King & H.Rob.): Die enthält etwa sechs Arten.
- Steyermarkina R.M.King & H.Rob.: Von den vier Arten kommen drei Arten in Brasilien und eine in Venezuela vor.
- Stomatanthes R.M.King & H.Rob.: Sie besitzt ein disjunktes Areal mit 14 Arten, davon zwölf in Südamerika und zwei in Afrika.
- Stylotrichium Mattf.: Die etwa fünf Arten sind Endemiten in der Chapada Diamantina Region im brasilianischen Bundesstaat Bahia.
- Symphyopappus Turcz.: Die etwa drei Arten sind in Brasilien beheimatet.
- Tamaulipa R.M.King & H.Rob.: Sie enthält nur eine Art:
  - Tamaulipa azurea (A.P.DC.) R.M.King & H.Rob.: Die Heimat ist Texas und das nordöstliche Mexiko.
- Teixeiranthus R.M.King & H.Rob.: Die nur zwei Arten gedeihen an feuchten Standorten in den brasilianischen Bundesstaaten Minaes Geraes und Bahia.
- Trichogonia (DC.) Gardner: Die etwa 30 Arten sind hauptsächlich in Brasilien, aber auch in Paraguay, Bolivien, Kolumbien und Venezuela beheimatet.
- Trichogoniopsis R.M.King & H.Rob.: Mit etwa vier Arten sind in Brasilien beheimatet.
- Trilisa (Cass.) Cass.: Die nur zwei Arten sind in den Küstenebenen der südöstlichen USA beheimatet. Sie werden manchmal in die Gattung Carphephorus eingegliedert.
- Tuberostylis Steetz: Die nur zwei Arten sind an der Pazifikküste von Panama bis Kolumbien und Ecuador beheimatet.
- Uleophytum Hieron.: Sie enthält nur eine Art:
  - Uleophytum scandens Hieron.: Von ihr gibt es nur das Typusmaterial aus Peru. Es ist eine Liane.
- Urbananthus R.M.King & H.Rob.: Die nur zwei Arten kommen nur auf Kuba vor.
- Urolepis (DC.) R.M.King & H.Rob.: Sie enthält nur eine Art:
  - Urolepis hecatantha (DC.) R.M.King & H.Rob.: Sie kommt vom nördlichen Argentinien bis Uruguay und Brasilien sowie bis Paraguay und Bolivien vor.
- Viereckia R.M.King & H.Rob.: Sie gehört vielleicht zur Gattung Chromolaena. Sie enthält nur eine Art:
  - Viereckia tamaulipasensis R.M.King & H.Rob.: Sie ist in Mexiko beheimatet.
- Vittetia R.M.King & H.Rob.: Die nur zwei Arten sind im südöstlichen Brasilien beheimatet.
- Zyzyura H.Rob. & Pruski: Sie enthält nur eine Art:
  - Zyzyura mayana (Pruski) H.Rob. & Pruski: Sie kommt in Belize vor.

### Apomixis
Apomixis, die eine asexuale Reproduktion durch Samen einschließt, dürfte eine wichtige Rolle bei der Bildung der Diversität in einigen Gattungen der Tribus Eupatorieae spielen. Bei Apomixis ist immer Polyploidie und oft Hybridbildung vorhanden. Apomiktische Polyploidie wurde beispielsweise bei Eupatorium im östlichen Nordamerika dokumentiert. Über Apomixis im Tribus Eupatorieae wurde für Ageratina, Campovassouria, Chromolaena, Eupatorium, Gyptis und Praxelis berichtet.

## Nutzung
Arten aus der Tribus Eupatorieae spielen in der Phytotherapie eine gewisse Rolle.
Einige Arten und ihre Sorten werden als Zierpflanzen verwendet. Als Beet- und Balkonpflanze verwendet werden Sorten von Ageratum houstonianum, auch aus der Gattung Liatris gibt es einige Zierpflanzen.

## Inhaltsstoffe
Wichtiger Inhaltsstoff vieler Arten der Tribus Eupatorieae, besonders der Gattung Eupatorium ist das Benzofuranderivat Euparin.